# Musicmaker
Musicmaker is een Nederlandstalig vakblad voor bands en muzikanten, opgericht in 1977. Het tijdschrift verschijnt twaalf keer per jaar en wordt in full colour gedrukt. Het wordt uitgegeven door Keijser 18 Mediaproducties.
Het blad publiceert interviews met bands en andere mensen die werken in de muziekbranche, en achtergrondinformatie over muziekinstrumenten en andere zakelijke aspecten die met de branche te maken hebben. Tevens recenseert het cd's.
Van 1977 tot 2000 was Jaap van Eik hoofdredacteur.